# Antonio J. Lucero
Antonio J. Lucero (* 6. Oktober 1863 bei Las Vegas, New-Mexico-Territorium; † 6. Juni 1921 in Las Vegas, New Mexico) war ein US-amerikanischer Hochschullehrer, Zeitungsherausgeber und Politiker (Demokratische Partei).

## Werdegang
Antonio J. Lucero wurde während des Sezessionskrieges 35 Meilen südöstlich von Las Vegas (San Miguel County) in der Nähe des Pecos Rivers geboren. Seine Familie zog später nach Las Vegas, wo er zur Schule ging. Über seine Jugend ist nichts weiter bekannt. Von 1884 bis 1888 arbeitete er als Clerk in einer Kurzwarenhandlung. Später wurde er Herausgeber der spanischsprachigen Publikation namens La Voz del Pueblo. Im Anschluss war er als Professor für Spanisch an der East Las Vegas High School und der New Mexico Normal University (heute New Mexico Highlands University) tätig.
Lucero heiratete 1893 Julianita Romero. Das Paar hatte sieben Kinder: Aurora R., Antonio junior, Delia M., Julia, Edmundo N., Elenor und Arturo Francis Paul. Seine Tochter Aurora war eine bekannte Schriftstellerin.
1903 wurde er in das Repräsentantenhaus von New Mexico gewählt. Lucero fungierte von 1912 bis 1918 als erster Secretary of State des Staates New Mexico.
Nach dem Ende seiner Amtszeit als Secretary of State kehrte er in seine Heimatstadt Las Vegas zurück. In der Folgezeit unterrichtete er wieder. Lucero wurde Präsident von La Voz del Pueblo. Des Weiteren war er der erste Direktor der Prohibitionsdurchsetzung in New Mexico. 1920 kandidierte er erfolglos für den US-Kongress.